# 손종석
손종석(1954년 3월 10일~2020년 4월 20일)은 대한민국의 축구 감독이다. WK리그 구미 스포츠토토 여자 축구단의 감독을 맡았다.
2020년 4월 16일에 흉선암 수술을 받았으며, 같은 달 20일에 심장마비로 사망하였다.

## 가족 관계
- 슬하: 손관우, 손자영